# Деражня (Люблінське воєводство)
Деражня, або Дережня (пол. Dzierążnia) — село в Польщі, у гміні Криниці Томашівського повіту Люблінського воєводства. Населення — 339 осіб (2011). Розташоване на Закерзонні (в історичному Надсянні).

## Історія
1578 року вперше згадується православна церква в селі.
У міжвоєнні 1918—1939 роки польська влада в рамках великої акції руйнування українських храмів на Холмщині і Підляшші знищила місцеву православну церкву.
У 1975—1998 роках село належало до Замойського воєводства.

## Населення
Демографічна структура станом на 31 березня 2011 року:
|          | Загалом | Допрацездатний вік | Працездатний вік | Постпрацездатний вік |
| -------- | ------- | ------------------ | ---------------- | -------------------- |
| Чоловіки | 168     | 33                 | 114              | 21                   |
| Жінки    | 171     | 33                 | 86               | 52                   |
| Разом    | 339     | 66                 | 200              | 73                   |